# أميزينغ فانتازي
أميزينغ أدلت فانتازي، التي أعيدت تسميتها إلى أميزينغ فانتازي في عددها الأخير، هي سلسلة مختارات أمريكية من القصص المصورة نشرتها مارفل كومكس من عام 1961 حتى عام 1962، مع إحياء العنوان الأخير بميزات الأبطال الخارقين في عام 1995 وفي العقد الأول من القرن الحادي والعشرين. قدم العدد الأخير من الستينيات، أميزينغ فانتازي #15 (تاريخ الغلاف أغسطس 1962)، البطل الخارق الشهير مارفل الرجل العنكبوت. ظهرت أميزينغ أدلت فانتازي لأول مرة مع العدد #7، حيث تولت الترقيم من أميزينغ أدفنشر.

## تاريخ النشر

الرجل العنكبوت

أول ظهور: أميزينغ فانتازي #15 (أغسطس 1962)؛ غلاف فني من تصميم جاك كيربي (رسام بالقلم الرصاص) وستيف ديتكو (رسام بالحبر).بدأت مختارات الخيال العلمي "أميزينغ أدلت فانتازي" بالعدد السابع (تاريخ الغلاف ديسمبر 1961)، بعد أن حلت محل مختارات مماثلة "أميزينغ أدفنشر". تضمنت الأعداد السابقة قبل تغيير العنوان قصصًا رسمها عدد من الفنانين بما في ذلك جاك كيربي ودون هيك وستيف ديتكو. تضمنت "أميزينغ أدلت فانتازي" حصريًا القصص السريعة والغريبة ذات النهاية الملتوية للفنان ديتكو والكاتب المحرر ستان لي التي ظهرت في "أميزينغ أدفنشر" والعناوين الشقيقة التي تتميز في المقام الأول بالوحوش الهائجة. حمل غلاف الكتاب الهزلي شعار "المجلة التي تحترم ذكائك"
في عام 2009، وصف لي هذه "القصص القصيرة المكونة من خمس صفحات، والتي أنجزتها أنا وستيف معًا"، والتي كانت في الأصل "موضوعة في أي من قصصنا المصورة التي تحتوي على بضع صفحات إضافية لملئها"، بأنها "حكايات خيالية غريبة كنت أحلم بها مع نهايات من نوع أوليفر هنري". وفي معرض تقديم مثال مبكر لما سيُعرف لاحقًا باسم "طريقة مارفل" للتعاون بين الكاتب والفنان، قال لي: "كل ما كان علي فعله هو إعطاء ستيف وصفًا من سطر واحد للمخطط، وكان سينطلق ويهرب. كان يأخذ تلك الخطوط العريضة التي أعطيتها له ويحولها إلى أعمال فنية صغيرة كلاسيكية والتي كانت في النهاية أكثر روعة مما كان لي أن أتوقعه.
مع الإصدار رقم 15 (أغسطس 1962) تمت إعادة تسمية "الخيال المذهل للبالغين" إلى "الخيال المذهل". قدم العدد الرئيسي من المجلة البطل الخارق الرجل العنكبوت، الذي كتبه لي ورسمه ديتكو، على الرغم من أن لي رفض غلاف ديتكو وكلف جاك كيربي برسم غلاف بقلم رصاص وحبره ديتكو. كما أوضح لي في عام 2010: "أعتقد أنني طلبت من جاك أن يرسم غلافًا له لأنني كنت دائمًا أثق كثيرًا في أغلفة جاك". في العديد من المقابلات، تذكر لي كيف كان من المقرر إلغاء العنوان، وبالتالي، وبما أنه لم يكن لديه ما يخسره، وافق الناشر مارتن جودمان على مضض على السماح له بتقديم سبايدر مان، وهو نوع جديد من الأبطال الخارقين - شخص سيكون مراهقًا، ولكن ليس مساعدًا، وسيكون لديه شكوك [الرجل العادي]، وعصاب، ومشاكل مالية. ومع ذلك، في حين كان هذا هو العدد النهائي بالفعل، توقعت صفحته الافتتاحية استمرار القصص المصورة وأن "الرجل العنكبوت [كذا] ... سوف تظهر كل شهر في الخيال المذهل".
بغض النظر عن ذلك، أثبتت مبيعات العدد 15 من "أميزينغ أدفنشر" أنها واحدة من أعلى مبيعات مارفل في ذلك الوقت، so أطلقت الشركة سلسلة الرجل العنكبوت المذهل بعد سبعة أشهر.
تضمن إصدار قرص DVD للنسخة المجمعة من فيلم "الرجل العنكبوت" نسخة من "أميزينغ أدفنشر" #15. في عام 2001، نشرت مارفل نظرة عامة تاريخية مكونة من 10 أعداد بعنوان "أعظم 100 مارفلز على مر التاريخ"، وكان "أميزبنغ فانتازي" #15 على رأس القائمة.
في عام 2008، ترك أحد المتبرعين المجهولين لمكتبة الكونجرس 24 صفحة أصلية من فن ديتكو لـ ""الخيال المذهل"" #15، بما في ذلك ظهور الرجل العنكبوت لأول مرة وقصص """جرس الجرس"، و""الرجل في قضية المومياء"، و""هناك المريخيون بيننا"".

### الاستمرار في عام 1995
لمدة عقود من الزمان، لم تُبذل أي محاولات لإعادة إطلاق العنوان أو مواصلته بإصدار رقم 16. ومع ذلك، في عام 1995، قرر محرر مارفل داني فينجروث وجود فجوة في القصة بين "أميزينغ فانتازي" #15 و"الرجل العنكبوت المذهل" #1. وفي محاولة لملء هذه الفجوة، نشرت مارفل ثلاث قصص فلاش باك عن الرجل العنكبوت في "أميزينغ فانتازي" #16–18 (ديسمبر 1995 – مارس 1996)، كتب كل منها كورت بوسيك ورسمها بشكل أساسي بول لي.

### المجلد 2

أميزينغ فانتازي #1 (أغسطس 2004)، بطولة أرانا؛ غلاف من تصميم مارك بروكس وجيمي ميندوزا.

صدر المجلد الثاني من السلسلة في 20 إصدارًا (تاريخ الغلاف أغسطس 2004 – يونيو 2006).
كان أول فصل في المجلد 2 من الأعداد 1 إلى 6، وظهرت فيه بطلة مراهقة جديدة، أرانا. أما الفصل الثاني، في المجلد 2 من الأعداد 7 إلى 12، والذي نُشر بعد فترة انقطاع قصيرة، فقد ظهر فيه نسخة أنثوية مُجددة من الشرير الخارق سكوربيون. كما ظهرت في الفصل الاحتياطي في المجلد 2 من الأعداد 10 إلى 12 (سبتمبر-نوفمبر 2005) شخصية نينا برايس، مصاصة الدماء ليلاً، و(المجلد 2) #13-14 (كلاهما في ديسمبر 2005) بدأ بميزة الغرب الحديث "فيغاس"، مدعومة بـ "كابتن يونيفرس". في محاولة لتكرار التاريخ، أعلنت مارفل أن العدد الجديد #15 سيقدم جيلًا جديدًا من الأبطال في عدد مستقل من 48 صفحة، على أمل أن يصبحوا مشهورين مثل سبايدر مان. شمل هؤلاء الأبطال أماديوس تشو، وبلاك جاك، والفيديو العظيم، ومونسترو، وهارت بريك كيد، وبوزيترون. كان غلاف #15 عبارة عن نسخة محدثة من غلاف "أميزنج فانتسي" #15 الأصلي، مكتملًا بسبايدرمان يتأرجح عبر مدينة نيويورك الحديثة، بينما يشاهد الأبطال الجدد في رهبة في الخلفية.
قدم القوس الأخير، في (المجلد 2) #16–20 (فبراير-يونيو 2006)، رأس الموت 3.0، وهو تجديد لشخصية مارفل المملكة المتحدة، كتبها منشئ النسخة الأصلية، سيمون فورمان. تحتوي الأعداد #18–19 على قصتين من "حكايات الكون الجديد ‏" كميزات احتياطية، بينما تضمن العدد #20 نسخة احتياطية غربية، "ستيمرايدر".

### المجلد 3
صدر المجلد الثالث على مدار خمسة أعداد (تاريخ الغلاف سبتمبر 2021 - فبراير 2022). كتبه ورسمه كار اندروز، ويتبع العديد من الشخصيات التي تستيقظ على جزيرة غامضة دون أن تتذكر كيف وصلت.

## النسخ المجمعة

### المجلد 1
| العنوان                                                      | المواد التي تم جمعها | تاريخ النشر | ردمك                  |
| ------------------------------------------------------------ | --- | ----------- | --------------------- |
| مجموعة أميزينغ فانتازي                                       | أميزينغ ادفنشر #1–6, أميزينغ أدلت فانتازي #7–14, أميزينغ فانتازي #15                                                                          | يوليو 2020  | (ردمك 978-1302922702) |
| "حكايات غير مروية عن الرجل العنكبوت"                         | أميزينغ فانتازي #16-18, حكايات غير مروية عن الرجل العنكبوت #1-25, -1, سنوي 1996-1997, "لقاء غريب" ومواد من "الرجل العنكبوت المذهل السنوي" #37 | مايو 2021   | (ردمك 978-1302928612) |
| حكايات الرجل العنكبوت غير المروية: المجموعة الكاملة المجلد 1 | أميزينغ فانتازي #16-18, حكايات غير مروية عن الرجل العنكبوت #1-14                                                                              | نوفمبر 2021 | (ردمك 978-1302931773) |

تمت إعادة طباعة أميزينغ فانتازي #15 عدة مرات، وفي بعض الأحيان كانت مجرد إعادة طباعة لقصة الرجل العنكبوت.

### المجلد 2
| العنوان                             | المواد التي تم جمعها                                                                                                | تاريخ النشر | ردمك                  |
| ----------------------------------- | --- | ----------- | --------------------- |
| أرانا المجلد 1: قلب العنكبوت        | أميزينغ فانتازي (المجلد 2) #1-6                                                                                     | يناير 2005  | (ردمك 978-0785115069) |
| أرانا: ها هي فتاة العنكبوت قادمة    | أميزينغ فانتازي (المجلد 2) #1-6, أرانا #1-6                                                                         | أكتوبر 2020 | (ردمك 978-1302926465) |
| العقرب: السم غدًا                    | أميزينغ فانتازي (المجلد 2) #7-12                                                                                    | نوفمبر 2005 | (ردمك 978-0785117124) |
| كابتن يونيفرس: أبطال عالميون        | جزء من أميزينغ فانتازي (المجلد 2) #13-14 و كابتن يونيفرس: ديرديفيل, هولك الخارق, المرأة الخفية, سيلفر سيرفر, إكس-23 | فبراير 2006 | (ردمك 978-0785118572) |
| أماديوس تشو: عبقري في العمل         | جزء من أميزينغ فانتازي (المجلد 2) #15, هولك الخارق (المجلد 2) #100, هرقل الخارق #126,133,135,137                    | أبريل 2016  | غير متاح              |
| رأس الموت 3.0: الانتقاء غير الطبيعي | أميزينغ فانتازي (المجلد 2) #16-20                                                                                   | أغسطس 2006  | (ردمك 978-0785121084) |

### المجلد 3
| العنوان         | المواد التي تم جمعها            | تاريخ النشر | ردمك                  |
| --------------- | ------------------------------- | ----------- | --------------------- |
| أميزينغ فانتازي | أميزينغ فانتازي (المجلد 3) #1-5 | أبريل 2022  | (ردمك 978-1302931483) |

## مبيعاتأميزينغ فانتازي(المجلد 1) #15
- في سبتمبر 2000، جلبت شركة متروبوليس كوميكس في مدينة نيويورك النسخة الوحيدة المعروفة المصنفة بدرجة 9.6 (شبه جديدة بالإضافة إلى ضمان CGC) إلى السوق وباعتها مقابل 140.000 دولار.[13]
- في أكتوبر 2007، بيعت نسخة شبه جديدة بمبلغ 210,000 دولار في مزاد عبر الإنترنت على موقع ComicLink.com وفي عام 2017 بيعت نسخة NM- 9.2 على موقع ComicLink.com بمبلغ 460,000 دولار.[14]
- تسارعت نتائج الأسعار في الفترة التي سبقت ظهور "سبايدرمان: العودة للوطن"، وتم بيع CGC 8.0 مقابل ثلاثة أضعاف السعر الذي بيعت به من قبل عندما وصلت إلى 261000 دولار في مزاد ComicLink.com في مايو 2017.[15][16]
- تم بيع نسخة شبه جديدة مصنفة من قبل CGC برقم 9.6 مقابل 1.1 مليون دولار لمقتنٍ لم يُذكر اسمه في 7 مارس 2011، مما يجعل الإصدار واحدًا من ثلاثة كتب هزلية فقط تجاوزت حاجز المليون دولار (الآخرون هم ظهور سوبرمان لأول مرة في أكشن كوميكس #1، والتي بيعت ثلاث نسخ منها بأكثر من مليون دولار لكل منها؛ والظهور الأول لـ باتمان في ديتكتيف كومكس#27).[17]
- في يونيو 2015، تم دفع سعر قياسي قدره 200000 دولار مقابل نسخة من "أميزينغ فانتازي" #15 بحالة CGC 9.0 على ComicLink.com.
- في سبتمبر 2021، بيعت نسخة CGC NM+ 9.6 في مزاد مقابل 360000 دولار[18]

## في وسائل الإعلام الأخرى
- تم تسمية الحلقة الأولى من مسلسل ديزني+ مارفل (سبايدرمان : الصديق الودود بالحي) على اسم الكتاب.

## قراءة إضافية
- ستان لي. أصول مارفل كومكس (إعادة إصدار مجموعة مارفل للترفيه 1997) (ردمك 0-7851-0551-4)
- ستان لي، وجورج ماير. إكسلسيور!: الحياة المذهلة لستان لي (فايرسايد 2002) (ردمك 0-684-87305-2)
- جوردان رافاييل وتوم سبورجون. ستان لي وصعود وسقوط الكتاب الهزلي الأمريكي (صحيفة شيكاغو ريفيو 2003) (ردمك 1-55652-506-0)

## الروابط الخارجية
- قصص مصورة: سبايدر مان على Marvel.com
- أرشيف جيم ماك كواري،، "أميزينغ أدلت فانتازي رقم 9", """القصص المصورة الغريبة" (عمود)، #1151, 9 أبريل 2007
- مراجعة لأميزينغ فانتازي #15